# Huawei
Huawei (officielt Huawei Technologies Co. Ltd.) er en kinesisk multinational netværks- og telekommunikationsudstyr- og service-virksomhed med hovedsæde i Shenzhen, Guangdong, Kina. Den er den største kinesiske netværks- og telekommunikationsudstyrs- leverandør. Desuden er det verdens næststørste leverandør af mobil-telekommunikationsudstyr i verden (efter Ericsson).
Huawei er grundlagt i 1987 af Ren Zhengfei og er en privat medarbejderejet virksomhed. Kerneaktiviteterne er fremstilling af telekommunikationsnetværk, at udbyde services, konsulenthjælp og udstyr til virksomheder, fremstilling af kommunikationsenheder til forbrugermarkedet. Huawei har mere end 110.000 ansatte, omkring 46 % af dem er engageret i forskning og udvikling. Desuden har virksomheden forskning- og udviklingsafdelinger i 20 lande inklusiv Kina, Tyskland, Indien, Rusland, Sverige og USA. I 2010 investerede Huawei CNY 16.556 millioner i forskning og udvikling.
I 2010 opnåede Huawei indtægter på 28 mia. US $. Virksomhedens produkter og services er implementeret i mere end 140 lande og faciliterer 45 af verdens 50 største teleoperatører.
Viceformand i styret og finanschef, Meng Wanzhou, blev arresteret i Canada d. 1. december 2018, fordi USA anklagede Meng for at bryde USAs sanktioner mod Iran. Hun er ikke arresteret pr. september 2021.

## Virksomhedens navn
華為, Huáwèi, (Forenklet kinesisk: 华为). Tegnet 華 betyder pragtfuldt eller storslået, men kan også betyde Kina. Tegnet 為 betyder handling eller præstation.

## Produkter
Huaweis produkter omfatter bl.a. mobiltelefoner, smartphones, tabletcomputere og mobilbredbåndsmodems. Med 30 millioner solgte mobiltelefoner i 2010 (2,1% af verdensmarkedet) var Huawei verdens niende største mobiltelefonproducent, 3,3 mio. af de solgte mobiltelefoner var smartphones. Også inden for produktion af mobilbredbåndsmodem er Huawei verdensledende foran ligeledes kinesiske ZTE og belgiske Option N.V..  